# Lobbing
Lobbing (z ang. lobbying, z frankońskiego laubja i łac. lobium, lobia „krużganek, pasaż”) – w powszechnym rozumieniu wywieranie wpływu przez zawodowych rzeczników interesów (lobbistów, lobbystów) na władze publiczne.
Słowo lobby oznacza w języku angielskim salę recepcyjną w hotelu lub parlamencie, stąd lobbying to dosłownie „działalność wykonywana w lobby”. Z czasem określenie to przylgnęło do praktyki kontaktowania się z decydentami politycznymi, szczególnie w lobby brytyjskiej Izby Gmin lub amerykańskiego Kongresu.
Określeniem analogicznym do „lobbingu” i popularnym w Polsce w I poł. XX w. było „antyszambrowanie” (od antichambre „przedpokój”).
Każda dziedzina nauki inaczej postrzega zjawisko lobbingu, stąd wiele często odmiennych definicji. Międzynarodowe uregulowania dotyczące lobbingu zostały przyjęte przez cztery organizacje międzynarodowe i ponadnarodowe stowarzyszenia: 1) Unię Europejską; 2) Radę Europy; 3) Organizację Współpracy Gospodarczej i Rozwoju; 4) Wspólnotę Niepodległych Państw. Główną przyczyną wprowadzenia takich norm na szczeblu międzynarodowym była korupcja przy uchwalaniu aktów prawnych.

## Lobbing w prawie i naukach prawnych
Lobbing to zespół zgodnych z prawem czynności podejmowanych przez zarejestrowanego lobbystę działającego za wynagrodzeniem 
i w interesie osoby trzeciej (zleceniodawcy lobbyingu), w celu wywarcia korzystnego dla zleceniodawcy wpływu na prawotwórstwo lub decyzje organów państwowych, względnie samorządowych i innych.
Przyjmuje się, że lobbing może być wyłącznie legalny. Takie ujęcie wyklucza koncepcje lobbingu nielegalnego, czarnego lobbingu itp. jako sprzeczne z fundamentalną cechą lobbingu, jaką jest zgodność z prawem. Działania takie jak korupcja polityczna, łapownictwo czy płatna protekcja są niezgodne z prawem i jedynie z pozoru podobne do lobbingu.
Wpływanie na decyzje polityczne we własnym interesie, często utożsamiane z lobbingiem, to w rzeczywistości wykonywanie obywatelskiego prawa petycji do władz.
Podstawą regulacji prawnej lobbingu są: obowiązkowa rejestracja lobbistów oraz obowiązkowe, regularne sprawozdania lobbistów z prowadzonej działalności.

## Lobbing w naukach ekonomicznych i socjologii
Lobbing to oddziaływanie na decyzje podejmowane przez organy władzy publicznej oparte na strategii komunikacyjnej uwzględniającej:
- analizę procesu decyzyjnego
- politykę danego organu
- własne cele strategiczne
- własną analizę SWOT
- bieżący monitoring wydarzeń

W kontekście lobbingu funkcjonują także pojęcia:
- Public Affairs – wyspecjalizowana forma lobbingu, która polega na trwałym utrzymywaniu kontaktów pomiędzy daną organizacją a administracją samorządową i rządową. Celem public affairs jest przede wszystkim tworzenie i utrzymywanie korzystnego dla danej organizacji wizerunku, który będzie sprzyjał rozwojowi jej działalności.

- Public Affairs Consultancy – doradztwo w zakresie lobbingu prowadzone przez specjalistyczną firmę zewnętrzną, które zorientowane jest w większym stopniu na przedstawienie fachowej ekspertyzy niż na bezpośredni sukces w osiągnięciu celów strategicznych. PA Consultancy rozwija się głównie w Unii Europejskiej, podczas gdy lobbing nastawiony na bezpośrednią realizację celów strategicznych jest charakterystyczny dla USA.

- Advocacy – lobbing o podłożu niekomercyjnym, zwłaszcza na rzecz:
  - grup społecznych
  - organizacji pozarządowych (np. Biuro Wspierania Lobbingu Ekologicznego)